# Угорська партія
Угорська па́ртія — шаховий дебют, який починається ходами: 
 1. e2-e4 e7-e5 
 2. Kg1-f3 Kb8-c6 
 3. Cf1-c4 Cf8-е7.

## Історія
Назву дебюту дала партія Париж — Будапешт, зіграна за листуванням у 1842–1845 роках, хоча першим її проаналізував Карло Коціо у 18 столітті. Перемогу здобула угорська столиця. Ідея дебюту: ухилитися від гострих, форсованих варіантів, характерних для італійської партії чи для захисту двох коней. Чорні отримують сильну, але пасивну позицію. Боротьба з перших ходів, як правило має спокійний, маневрений характер.
Угорська партія мала популярність серед шахістів XIX сторіччя. У практиці сучасних шахістів зустрічається рідко.
Після ходів:
1. e2-e4 e7-e5 2. Kg1-f3 Kb8-c6 3. Cf1-c4 Cf8-е7, білим слід ходити 4. d4, найкраща відповідь для чорних, в такому випадку має бути 4. …d6